# Kuttrolf

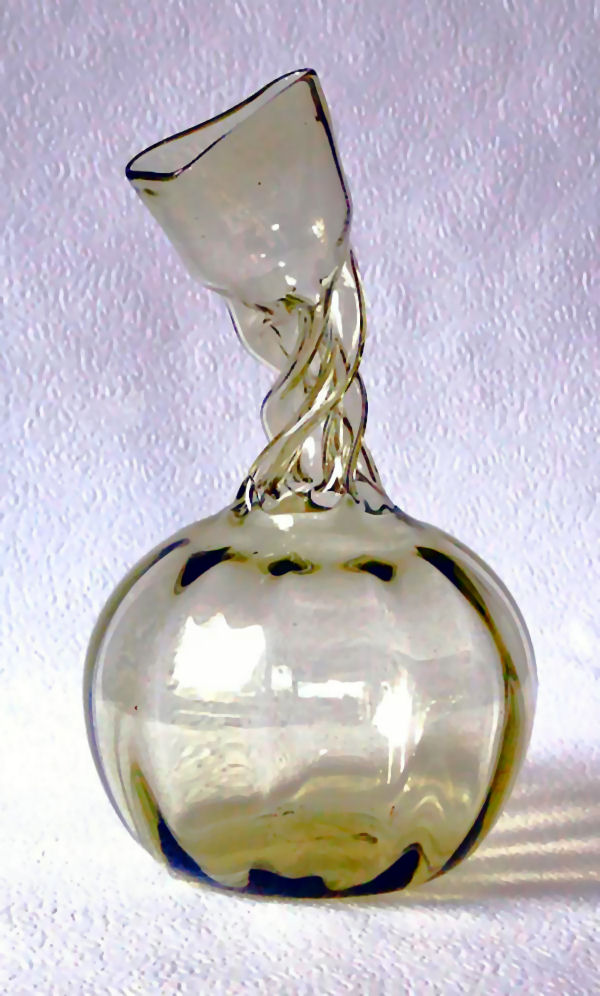
Kuttrolf

De kuttrolf (ook wel angster, vergelijk eng = nauw) is een scala aan flessoorten met nauwe en vaak uit meerdere buisjes samengestelde, rechte of gedraaide hals, een bolronde romp en doorgaans een komvormige schenkopening. Daarnaast is ook een recentere variant bekend en deze knijpfles bestaat uit twee reservoirs verbonden door een aantal buizen. Deze werden middels een knijpproces in het nog warme glas aangebracht, vanwaar de naam. Kuttrolfen waren vanaf de late Romeinse tijd (ca. 4e eeuw) tot ver in de 17e eeuw wijdverbreid. De vorm is waarschijnlijk van Oosterse origine. Naar vermoedt zijn deze flessen om uit te drinken, hoewel de vloeistof slechts druppelsgewijs verschijnt. Doordat door verschillende buizen tegelijkertijd lucht kan worden aangevoerd en vloeistof worden afgevoerd, zouden deze flessen echter niet klokken. De naam stamt van het Latijnse woord gutta hetgeen druppel betekent.
Dit type fles wordt vooral veel in Duitsland aangetroffen. Het gebied waarbinnen de kuttrolf voorkwam strekte zich uit van het Midden- tot Bovenrijngebied, maar ook in Noord-Duitsland.  De term Kuttrolf werd voor het eerst in  1220 opgetekend in Duitsland (in het Epos van Willehalm als gutteraal voor wijn). Vanaf de 14e eeuw kwamen ze ook in Frankrijk in zwang. In de 16e en 17e eeuw werden ze zelfs in Venetië geblazen. In Duitsland vonden ze echter het meest ingang. In Spessart bestond rond 1409 zelfs een bewezen massaproductie van deze flessen. De kuttrolf bleef in gebruik tot ver in de 19e eeuw.